# غندة تششمة
غندة تششمة (بالفارسية: گنده چشمه) هي قرية تقع في قسم فريمان الريفي في إيران. يقدر عدد سكانها بـ 265 نسمة .